# 新興光學
新興光學集團控股有限公司，簡稱新興光學集團，以及新興光學（英語：Sun Hing Vision Group Holdings Limited，港交所：0125），於1975年由顧堯棟創立，主要業務包括設計、製造及在世界各地分銷優質眼鏡產品。其次則主要品牌為Levi’s、New Balance、Jill Stuart及agnes b。
其股份自1999年5月25日，在香港交易所主板上市。總部位於香港九龍觀塘鴻圖道98號東瀛遊廣場25樓全層。至於董事會成員，則有一部份是家族成員，包括主席顧毅勇、副主席顧嘉勇、董事顧伶華，以及顧堯棟。其他則有曾永良、陳智燊、馬秀清、盧華基、李廣耀，以及黃志文。
廠房位於則有東莞，以及紫金。

## 連結
- SunHingOptical.com （页面存档备份，存于）